# Limnophila (Limnophila) tonnoiri
Limnophila (Limnophila) tonnoiri is een tweevleugelige uit de familie steltmuggen (Limoniidae). De soort komt voor in het Australaziatisch gebied.